# Başkent Yıldızları Spor Kulübü
Başkent Yıldızları Spor Kulübü (Les Étoiles de la Capitale) est un club de hockey sur glace d'Ankara en Turquie. L'équipe masculine participe à la Super Ligue (TBHSL). L'équipe féminine joue dans la ligue de hockey sur glace turque féminine.

## Historique

Pour la saison 2008-09, l'équipe a terminé 3e de la ligue sur 6. Les Étoiles de la capitale (Başkent Yıldızları) ont perdu en demi-finale contre Polis Akademisi.

## Effectifs (2009-2010)

### Hommes
| No    | Nom                 | Nat. | Position  | Arrivée                           |
| ----- | ------------------- | ---- | --------- | --------------------------------- |
| +033, | Özkan Dereli        |      | Gardien   | İstanbul Paten SK                 |
| +061, | Tyler Bilton        |      | Gardien   | Saint Michael's College (NCAA)    |
| +003, | Berkcan Öztürk      |      | Défenseur | Başkent Yıldızları SK             |
| +007, | Andreï Gorovoï      |      | Défenseur | HK Berkout Kiev (2 Lig UKR)       |
| +013, | Fırat Erdem         |      | Défenseur | Başkent Yıldızları SK             |
| +015, | Michal Tomášik      |      | Défenseur | HC Polygón Prievidza (1.Liga SVK) |
| +025, | Göktürk Taşdemir    |      | Défenseur | Başkent Yıldızları SK             |
| +027, | Ümit Ayık           |      | Défenseur | Başkent Yıldızları SK             |
| +029, | Mahmut Yürekli      |      | Défenseur | Başkent Yıldızları SK             |
| +032, | İsmail Eroğlu       |      | Défenseur | Başkent Yıldızları SK             |
| +099, | Jurijs Kļujevskis   |      | A         | ASK Ogre (Ligue biélorusse)       |
| +008, | Yücel Çıtak         |      | Attaquant | Başkent Yıldızları SK             |
| +006, | Sertaç Alkan        |      | Attaquant | Başkent Yıldızları SK             |
| +009, | Tufan Dinç          |      | Attaquant | Başkent Yıldızları SK             |
| +010, | Ömer Arasan         |      | Attaquant | Başkent Yıldızları SK             |
| +011, | Dmytro Rudenko      |      | Attaquant | Başkent Yıldızları SK             |
| +019, | Bilgehan Kıral      |      | Attaquant | Başkent Yıldızları SK             |
| +044, | Sertan Güllüzaroğlu |      | Attaquant | Başkent Yıldızları SK             |
| +092, | Gökalp Solak        |      | Attaquant | Başkent Yıldızları SK             |
| +097, | Mert Yiğitbaşı      |      | Attaquant | Başkent Yıldızları SK             |